# Aeroportul Bukoba
Aeroportul Bukoba (IATA: BKZ, ICAO: HTBU) este un aeroport din Regiunea Kagera, Tanzania ce deservește zona Bukoba. Aeroportul a fost tranzitat în 2020 de 44.489 de pasageri. A fost numit după zona deservită.
Situat la o altitudine de 1.148 m, aeroportul dispune de o singură pistă. Este operat de Tanzania Airports Authority⁠(d).